# Crestwood (Missouri)
Crestwood è una città della Contea di St. Louis, Missouri, Stati Uniti, facente parte dell'Area Statistica Metropolitana nota come Greater St. Louis. La popolazione ammontava a 11.912 abitanti alla data del censimento del 2010,.